# 40 a.C.
40 a.C. foi um ano bissexto do século I a.C. que durou 366 dias. De acordo com o Calendário Juliano, o ano teve início numa quinta-feira e terminou a uma sexta-feira. as suas letras dominicais foram D e C.
| Ano completo                           |
| -------------------------------------- |
| Ano bissexto com início à quinta-feira |

## Eventos
- 185a olimpíada: Aristão de Túrios, vencedor do estádio.[1]
- Cneu Domício Calvino, pela segunda vez, e Caio Asínio Polião, cônsules romanos.[2][3] Depois do acordo entre os triúnviros, os dois renunciaram [carece de fontes?] e Lúcio Cornélio Balbo e Públio Canídio Crasso,[3] homens de confiança de Otaviano e Marco Antônio respectivamente,[carece de fontes?] foram eleitos sufectos para terminar seus mandatos.[3]
- Tratado de Brundísio divide a República Romana entre Marco Antônio (oriente e Egito), Otaviano (ocidente e Itália) e Lépido (somente a África).
- Quinto ano da Revolta Siciliana, liderada por Sexto Pompeu.
- Começa a Campanha parta de Marco Antônio contra o Império Parta.
  - Os partas, liderados pelo traidor Quinto Labieno, invadem o território romano para intervir no conflito entre os asmoneus pelo trono da Judeia.
  - Labieno derrota o governador da Síria, Lúcio Decídio Saxa.

## Nascimentos
- 25 de Dezembro - Cleópatra Selene II, filha de Cleópatra, rainha consorte da Mauritânia (m. 6 d.C.)

## Mortes
- Fúlvia, mulher de Marco António